# 정규헌
정규헌(鄭圭憲, 1927년 1월 17일~1993년 6월 5일)은 대한민국의 정치인이다. 제8·11대 국회의원을 지냈다.

## 학력
- 고려대학교 정법대학 정치학과 졸업

## 경력
- 1927년 전라북도 진안군에서 태어났다. 고려대학교 정법대학 정치학과를 졸업하였다.  1955년 민주당 창당에 참여하였다. 이후 민주당에서 중앙상무위원, 전라북도당 부위원장 등을 지냈다. 계보상으로는 신파에 속하였다.  1963년 제6대 국회의원 선거에서 민주당 후보로 전라북도 전주시 선거구에 출마하였으나 민정당 류청 후보에 밀려 낙선하였다. 이후 민주당과 민정당이 통합하여 민중당이 출범하자 당무위원을 역임하였다. 그리고 진산계에 속하였다. 민중당이 신한당과 합당하여 신민당이 출범하자 신민당에 속하였고, 1969년 중앙상임위원에 임명되었다. 1971년 제8대 국회의원 선거에서 신민당 전국구 국회의원 제20번으로 출마하여 당선되었다. 1972년 당기위원에 임명되었다.  1973년 제9대 국회의원 선거를 앞두고 신민당에 전라북도 무주군-진안군-장수군 선거구로 공천을 신청하였으나 장수군 출신 최성석에 밀려 탈락하였다. 이후 신민당에서 전라북도당 부위원장, 대표위원 보좌역, 조직국장 등을 지냈다.  1981년 제11대 국회의원 선거에서 민주한국당 전국구 국회의원 제6번으로 출마하여 당선되었다. 이후 민주한국당에서 당무위원, 중앙당기위원장을 역임하며 유치송 총재의 측근으로 활동하였다.  1985년 제12대 국회의원 선거를 앞두고 민주한국당에 서울특별시 성동구 선거구로 공천을 신청하였으나 정치규제 해금자 출신의 조세형에 밀려 탈락하였다. 이후 신한민주당으로 이적하지 않았고 1986년 민주한국당 조직강화특별위원회 위원으로 임명되었다.

## 역대 선거 결과
|  | 9.27% |

|  | 44.4% |

|  | 21.6% |